# NGC 5123
NGC 5123 is een spiraalvormig sterrenstelsel in het sterrenbeeld Jachthonden. Het hemelobject werd op 9 april 1787 ontdekt door de Duits-Britse astronoom William Herschel.

## Synoniemen
- UGC 8415
- MCG 7-28-5
- ZWG 218.6
- IRAS 13209+4320
- PGC 46767